# Allerheiligst Hart van Jezuskerk (Rotterdam)
De Allerheiligst Hart van Jezuskerk was een rooms-katholieke kerk in Rotterdam.

## Geschiedenis
De kerk werd tussen 1879 en 1880 gebouwd aan de Van Oldenbarneveltstraat bij het centrum van de stad. Dit deel van het centrum was destijds nog in ontwikkeling en waar eerst nog weilanden lagen breidde nu de stad verder in westelijke richting uit. Het kerkbestuur van de Sint-Dominicuskerk besloot tot de bouw van een kerk in dit nieuwe stadsdeel. 
De kerk werd gebouwd naar een ontwerp van Evert Margry, een leerling van Pierre Cuypers. Margry ontwierp een driebeukige neogotische kruiskerk. De kerk was 46 meter lang en 20 meter breed. De kerk stond niet vrij, maar was ingebouwd tussen woonhuizen en het pastoriegebouw. Het rondboogportaal met dubbele deuren was versierd met een frontaal, dat werd bekroond met een kruis. Hierboven was een rij arcaden, met daarboven een groot roosvenster. Het dak was versierd met een kroonlijst, waar op de punt een kruis stond. Links van de gevel stond de hoge vierkante toren met de klok. Rechts stond nog een kleine toren, die maar net hoger was dan de nok van het gebouw. Twee lagere achthoekige torens stonden bij het koor aan de achterzijde van de kerk.
In de eerste jaren van zijn bestaan werd de kerk verder verfraaid met kunstwerken. In 1884 werd een nieuw orgel geplaatst. De parochie groeide sterk en er werd een uitbouw aan de linkerzijde van de kerk gebouwd. In de jaren 1910 moest een grote restauratie aan de kerk worden uitgevoerd, toen bleek dat fundering niet in orde was waardoor de vloer wegzakte.

### Vernietiging
Bij het bombardement op Rotterdam op 14 mei 1940 werd de Allerheiligst Hart van Jezuskerk door brand verwoest.

## Referentie
- De Rooms-katholieke kerk van het allerheiligste hart van Jezus

Allerheiligst Hart van Jezuskerk ·
Allerheiligste Verlosserkerk ·
Andreaskerk ·
Anglicaanse kerk Rotterdam ·
Arminiuskerk ·
Bergsingelkerk ·
Boezemsingelkerk ·
Bosjeskerk · 
Breepleinkerk ·
Deense Zeemanskerk ·
Engelse Zeemanskerk ·
Franse kerk ·
Grieks-orthodoxe kathedraal van Sint-Nicolaas ·
Grote kerk ·
Hillegondakerk ·
Hoflaankerk ·
Julianakerk ·
HH. Laurentius- en Elisabethkathedraal ·
 Koninginnekerk ·
Lourdeskerk ·
Lutherse kerk ·
Maranathakerk ·
Nieuwe Zuiderkerk ·
Noorse Zeemanskerk ·
Oosterkerk ·
Oude kerk Charlois ·
Oude of Pelgrimvaderskerk ·
Paradijskerk ·
Pauluskerk ·
Petrus' Bandenkerk ·
Putsepleinkerk ·
Russische-orthodoxe kerk Rotterdam ·
St. Mary's Church (Engelse kerk) ·
Schotse Zeemanskerk ·
Sint-Agathaklooster ·
Sint-Hildegardis en Antoniuskerk ·
Sint-Ignatiuskerk ·
Sint-Laurenskerk ·
Sint-Lambertuskerk ·
Sint-Rosaliakerk ·
Stieltjeskerk ·
Synagoge Boompjes ·
Waalse Kerk ·
Westerkerk ·
Wilhelminakerk ·
Zuiderkerk ·
Zweedse Zeemanskerk